# I krucjata szwedzka
Pierwsza krucjata szwedzka – zwyczajowe określenie legendarnej ekspedycji militarnej z ok. połowy XII wieku, która tradycyjnie była postrzegana jako szwedzki podbój pogańskiej Finlandii w celu jej chrystianizacji. Zgodnie z legendą krucjata była prowadzona przez Eryka IX. Towarzyszył mu biskup Henryk z Uppsali, który pozostał później w Finlandii i stał się tam męczennikiem.
Wydarzenie jest podawane w wątpliwość przez historyków. Żadne dane archeologiczne jej nie poświadczają i żadne zachowane źródła pisane nie opisują Finlandii pod rządami Szwecji przed końcem lat 40. XIII wieku. Ponadto diecezja i biskup Finlandii nie są wymienieni wśród swoich szwedzkich odpowiedników przed latami 50. XIII wieku.
W tych czasach, prowadzenie fyrda było odpowiedzialnością jarla. To dało podstawę do teorii, że Eryk przewodził wyprawie przed tym, jak został królem lub ostatecznie jako pretendent do tronu. Legenda nie wspomina o dacie wyprawy, a próby datowania jej w konkretnym roku w latach 50. XII wieku są znacznie późniejszymi spekulacjami. Wszystko co jest wiadome o królu Eryku i biskupie Henryku to to, że najprawdopodobniej sprawowali ważne funkcje w Szwecji w połowie XII wieku.
Wart wspomnienia jest również fakt, że szwedzkim biskupem normalnie zaangażowanym we wschodnie kampanie był biskup Linköping, nie biskup Uppsali.
Połowa XII wieku była bardzo gwałtownym okresem na północnym Bałtyku, gdzie trwały częste konflikty pomiędzy Szwedami i Finami a Republiką Nowogrodzką. Jako część tego procesu, szwedzka ekspedycja militarna mogła mieć miejsce również przeciw Finlandii. Warta wspomnienia jest w szczególności krótka historia, zawarta w Pierwszej Kronice Nowogrodu, o tym że w 1142 roku „szwedzki książę” i biskup w towarzystwie floty 60 statków zagrabili właśnie trzy handlowe statki Nowogrodu „po drugiej stronie morza”, co było śladem po czymś ważniejszym.